# Треугольная квантовая яма

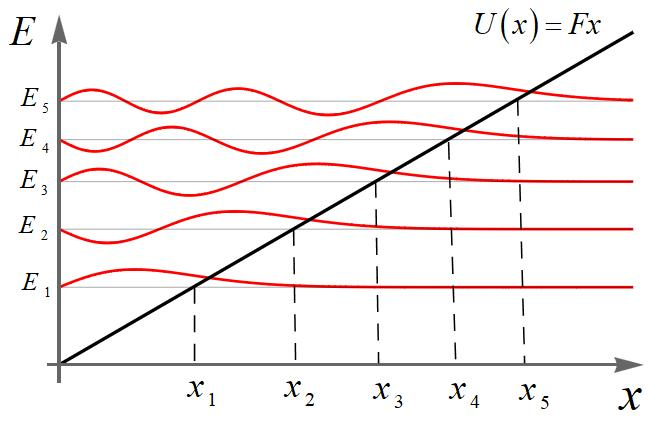
Рис.1. Треугольная квантовая яма. Красным цветом показаны волновые функции для соответствующих значений энергии.

Треуго́льная ква́нтовая я́ма — одномерная потенциальная яма, ограниченная с одной стороны бесконечно высокой потенциальной стенкой, а с другой — потенциалом, линейно растущим с увеличением координаты. Один из простых профилей потенциала в квантовой механике, допускающих точное решение задачи о нахождении уровней энергии и волновых функций находящейся в яме частицы. Модель треугольной ямы используется, в частности, при исследованиях систем с двумерным электронным газом.

## Модель потенциальной ямы
Одномерная треугольная потенциальная яма ограничена с одной стороны бесконечно высокой потенциальной стенкой ({\displaystyle U(x)\rightarrow +\infty } при {\displaystyle -\infty <x\leqslant 0}), а с другой — линейно растущим наклонным потенциалом {\displaystyle 0<U\left(x\right)=Fx<+\infty } при {\displaystyle 0<x<+\infty } (см. рис.1). Такой вид потенциальной энергии {\displaystyle U(x)} соответствует однородному полю, действующему на частицу с силой {\displaystyle -F=dU/dx}, не зависящей от координаты. Примерами таких полей являются однородное электрическое поле {\displaystyle U\left(x\right)=qE_{el}x\geq 0} ({\displaystyle q} — заряд частицы, {\displaystyle E_{el}} — напряженность электрического поля) и гравитационное поле тяжести {\displaystyle U\left(x\right)=mgx} ({\displaystyle m} — масса частицы, {\displaystyle g} —ускорение свободного падения).

## Решение уравнения Шрёдингера

### Уравнения Шрёдингера и граничные условия
Уравнение Шрёдингера для частицы в однородном поле имеет вид:
{\displaystyle {\frac {d^{2}\psi }{dx^{2}}}+{\frac {2m}{\hbar \;^{2}}}(E-Fx)\psi =0\,.}
Граничные условия описывают абсолютно упругое отражение от потенциальной стенки при {\displaystyle x=0} и убывание решения в классически недоступной области {\displaystyle Fx>E} при {\displaystyle x\rightarrow +\infty }:
{\displaystyle \psi (x=0)=0,\qquad \psi (x\rightarrow +\infty )\rightarrow 0\,.}
Здесь {\displaystyle m} — масса частицы, {\displaystyle \hbar } — редуцированная постоянная Планка, {\displaystyle E} и {\displaystyle \psi } — искомые энергия и волновая функция частицы.

### Замена переменной
Для упрощения дальнейшего рассмотрения вводится безразмерная переменная
{\displaystyle \xi =\alpha \left(x-{\frac {E}{F}}\right)\,,}
где {\displaystyle \alpha =\left({\frac {2mF}{\hbar \;^{2}}}\right)^{1/3}}. При использовании новой переменной задача сводится к решению уравнения Эйри
{\displaystyle \psi ''(\xi )-\xi \psi (\xi )=0\,}
с граничными условиями
{\displaystyle \psi \left(-\alpha {\frac {E}{F}}\right)=0,\quad \psi (\xi \rightarrow +\infty )\rightarrow 0\,.}

### Общее решение уравнения Шрёдингера
Общее решение уравнения Эйри имеет вид:
{\displaystyle \psi (\xi )=C\mathrm {Ai} (\xi )+D\mathrm {Bi} (\xi )\,,}
где {\displaystyle \mathrm {Ai} } и {\displaystyle \mathrm {Bi} } — функции Эйри 1-го и 2-го рода имеют при больших {\displaystyle \xi \rightarrow +\infty } следующие асимптотики
{\displaystyle {\begin{aligned}\mathrm {Ai} \,(\xi )&{}\sim {\frac {e^{-{\frac {2}{3}}\xi ^{3/2}}}{2{\sqrt {\pi }}\,\xi ^{1/4}}}\,,\\\mathrm {Bi} \,(\xi )&{}\sim {\frac {e^{{\frac {2}{3}}\xi ^{3/2}}}{{\sqrt {\pi }}\,\xi ^{1/4}}}\,.\end{aligned}}}
При отрицательных значениях {\displaystyle \xi } функции Эйри осциллируют и имеют бесконечное число нулей. Из граничного условия на бесконечности {\displaystyle \xi \rightarrow +\infty } и экспоненциального роста {\displaystyle \mathrm {Bi} (\xi \rightarrow +\infty )} следует, что константа {\displaystyle D=0} , то есть решение задачи следует искать в виде
{\displaystyle \psi (\xi )=C\mathrm {Ai} (\xi )\,.}

### Дискретные уровни энергии
Собственные значения энергии частицы {\displaystyle E=E_{n}} ({\displaystyle n=1,\,\,2,..}) в треугольной яме определяются из условия обращения в нуль волновой функции на границе бесконечной потенциальной стенки:
{\displaystyle \psi _{n}\left(\xi _{n}=-\alpha {\frac {E_{n}}{F}}\right)=C_{n}\mathrm {Ai} \left(-\alpha {\frac {E_{n}}{F}}\right)=0\,,}
где {\displaystyle \xi _{n}=-a_{n}} — нули функции Эйри. В результате находим дискретный спектр энергий,
{\displaystyle E_{n}={\frac {Fa_{n}}{\alpha }}={\frac {\hbar ^{2}\alpha ^{2}a_{n}}{2m}}\,,}
а соответствующая дискретному уровню {\displaystyle E_{n}}волновая функция имеет вид:
{\displaystyle {{\psi }_{n}}\left(x\right)=C_{n}\mathrm {Ai} \left(\alpha x-{{a}_{n}}\right)\,.}
Для первых пяти нулей значения {\displaystyle a_{n}} приближённо равны: {\displaystyle a_{1}=2,338}, {\displaystyle a_{2}=4,088}, {\displaystyle a_{3}=5,521}, {\displaystyle a_{4}=6,787}, {\displaystyle a_{5}=7,944}. При больших {\displaystyle n\gg 1} нули функций Эйри определяются выражением:
{\displaystyle a_{n}\approx \left[{\frac {3\pi }{2}}\,\left(n-{\frac {1}{4}}\right)\right]^{2/3}\,.}

### Нормировка волновой функции
Значения констант {\displaystyle C_{n}} находятся из условия нормировки
{\displaystyle \int \limits _{0}^{\infty }{dx}{{\left|\psi _{n}\left(x\right)\right|}^{2}}=1\,.}
Вычисляя интеграл от квадрата волновой функции, которая вещественна,
{\displaystyle {\begin{aligned}&C_{n}^{2}{{\alpha }^{-1}}\int \limits _{-{{a}_{n}}}^{\infty }{d\xi }\mathrm {Ai} ^{2}\left(\xi \right)=\\&C_{n}^{2}{{\alpha }^{-1}}\left[\xi \mathrm {Ai} ^{2}\left(\xi \right)-{{\left(\mathrm {Ai} '\left(\xi \right)\right)}^{2}}\right]_{\xi =-{{a}_{n}}}^{\infty }=\\&C_{n}^{2}{{\alpha }^{-1}}{{\left(\mathrm {Ai} '\left(-{{a}_{n}}\right)\right)}^{2}}=1,\\\end{aligned}}}
находим нормировочные константы, которые зависят от номера квантового уровня:
{\displaystyle {{C}_{n}}={\frac {{\alpha }^{1/2}}{\mathrm {Ai} '\left(-{{a}_{n}}\right)}}\,,}
где {\displaystyle \mathrm {Ai} '(\xi )} — производная функции Эйри.
Функции {\displaystyle \psi _{n}(x)} ортогональны. В этом можно убедиться, вычислив интеграл от произведения волновых функций, принадлежащих разным квантовым состояниям {\displaystyle n\neq m}:
{\displaystyle {\begin{aligned}&{{C}_{n}}{{C}_{m}}\int \limits _{0}^{\infty }{dx}\mathrm {Ai} \left(\alpha x-{{a}_{n}}\right)\mathrm {Ai} \left(\alpha x-{{a}_{m}}\right)=\\&{\frac {{{C}_{n}}{{C}_{m}}}{\alpha \left({{a}_{m}}-{{a}_{n}}\right)}}\left[\mathrm {Ai} '\left(\alpha x-{{a}_{n}}\right)\mathrm {Ai} \left(\alpha x-{{a}_{m}}\right)-\right.\\&\left.\mathrm {Ai} \left(\alpha x-{{a}_{n}}\right)\mathrm {Ai} '\left(\alpha x-{{a}_{m}}\right)\right]_{x=0}^{\infty }=0.\\\end{aligned}}}

### Ширина потенциальной ямы
Для рассматриваемой ямы волновые функции экспоненциально убывают {\displaystyle \mathrm {Ai} \left(\alpha x-a_{n}\right)\sim {{x}^{-1/4}}\exp \left(-2{{(\alpha x)}^{3/2}}/3\right)} при {\displaystyle x\rightarrow +\infty } и отличны от нуля при сколь угодно больших расстояниях {\displaystyle x}. Ширина классически доступной ({\displaystyle E_{n}>U(x)}) области находится из условия
{\displaystyle U(x_{n})=Fx_{n}=E_{n}}
и составляет
{\displaystyle x_{n}={\frac {a_{n}}{\alpha }}.}
Значения {\displaystyle x_{n}} схематически показаны на рисунке 1.

## Применение результатов

Рис. 2. Зонная диаграмма гетероперехода двух полупроводников.

Задача об энергетическом спектре магнитных поверхностных уровней электронов приближённо сводится к модели треугольной потенциальной ямы. На малых расстояниях от поверхности проводника и в слабом магнитном поле в уравнении Шрёдингера можно пренебречь слагаемыми, квадратичными по векторному потенциалу, и эффективный потенциал ямы линейно зависит от расстояния от поверхности, которая описывается бесконечной стенкой.
Модель треугольной ямы используется при исследованиях двумерного электронного газа в инверсных слоях у границ раздела диэлектрик—полупроводник и границ двух разных полупроводников. Хотя в таких системах профиль зоны проводимости в полупроводнике сложнее, чем линейный, а разрыв зоны проводимости на гетерогранице не является бесконечным (см. рис.2), непосредственно вблизи этой границы яма приближённо считается треугольной, а разрыв зоны достаточно большим.